# Classe di minerali
La classe di minerali è il primo livello di classificazione dei minerali. I minerali vengono suddivisi in classi in base all'anione principale (es. O2-, S2-) oppure al complesso anionico (es. SO42-, OH-) o ancora alla mancanza di anioni (classe degli elementi nativi). La classificazione Nickel-Strunz prevede una suddivisione in 10 classi, le classi dei borati e dei silicati sono ulteriormente suddivise in sottoclassi.

## Classi di minerali
1. Elementi nativi
2. Solfuri e solfosali
3. Alogenuri
4. Ossidi
5. Carbonati
6. Borati
7. Solfati
8. Fosfati, arseniati e vanadati
9. Silicati
10. Composti organici